# Румыния на летних Олимпийских играх 1956
На Летних Олимпийских играх 1956 года Румынию представляло 44 спортсмена (33 мужчины и 11 женщин), выступивших в 10 видах спорта. Они завоевали 5 золотых, 3 серебряных и 5 бронзовых медалей, что вывело румынскую сборную на 9-е место в неофициальном командном зачёте.

## Медалисты
| Медаль  | Спортсмен                                                                                   | Вид спорта                  | Дисциплина                              |
| ------- | ------------------------------------------------------------------------------------------- | --------------------------- | --------------------------------------- |
| Золото  | Николае Линка                                                                               | Бокс                        | Мужчины, до 67 кг                       |
| Золото  | Леон Ротман                                                                                 | Гребля на байдарках и каноэ | Мужчины, каноэ-одиночки, 1.000 м        |
| Золото  | Леон Ротман                                                                                 | Гребля на байдарках и каноэ | Мужчины, каноэ-одиночки, 10.000 м       |
| Золото  | Алексе Думитру Симьон Исмаилчук                                                             | Гребля на байдарках и каноэ | Мужчины, каноэ-двойки, 1.000 м          |
| Золото  | Штефан Петреску                                                                             | Стрельба                    | Мужчины, скорострельный пистолет        |
| Серебро | Мирча Добреску                                                                              | Бокс                        | Мужчины, до 51 кг                       |
| Серебро | Георге Негря                                                                                | Бокс                        | Мужчины, до 81 кг                       |
| Серебро | Ольга Сабо-Орбан                                                                            | Фехтование                  | Женщины, рапира, личное первенство      |
| Бронза  | Константин Думитреску                                                                       | Бокс                        | Мужчины, до 63,5 кг                     |
| Бронза  | Элена Леуштяну                                                                              | Спортивная гимнастика       | Женщины, вольные упражнения             |
| Бронза  | Георге Ликиардопол                                                                          | Стрельба                    | Мужчины, скорострельный пистолет        |
| Бронза  | Франчиск Хорват                                                                             | Борьба                      | Мужчины, греко-римская борьба, до 57 кг |
| Бронза  | Элена Леуштяну Джеорджета Хурмузаки Сония Иован Эмилия Вэтэшою Элена Мэргэрит Элена Сэкэлич | Спортивная гимнастика       | Женщины, командное выступление          |